# Caerois
Caerois é um gênero de borboletas neotropicais da família Nymphalidae, subfamília Satyrinae e tribo Morphini, proposto por Jakob Hübner em 1819, nativas do sul da América Central e norte da América do Sul. A espécie tipo é Caerois chorinaeus, também com a maior distribuição geográfica. Lagartas se alimentam de plantas da família Arecaceae.

## Espécies
As duas espécies do gênero Caerois podem ser distinguidas pela seguinte chave:
Borboletas com asas anteriores e posteriores predominantemente de coloração castanha quando a borboleta é vista por cima, sem ocelos aparentes no ápice das asas anteriores. / Caerois chorinaeus (Fabricius, 1775)
Borboletas com asas anteriores e posteriores predominantemente de coloração azulada iridescente quando a borboleta é vista por cima, com ocelos aparentes no ápice das asas anteriores. / Caerois gerdrudtus (Fabricius, 1793)